# Trận Krasnohorivka
Trận Krasnohorivka là một cuộc giao tranh bắt đầu từ ngày 8 tháng 4 và diễn ra cho 9 tháng 9 năm 2024. Hiện tại quân đội Nga dã kiểm soát gần như toàn bộ thành phố. Trận đánh diễn ra ít lâu sau khi Marinka và Avdiivka thất thủ lần lượt vào tháng 12 năm 2023 và tháng 2 năm 2024.

## Bối cảnh
Krasnohorivka là 1 trong 3 thành trì lớn của quân đội Ukraina, có Marinka và Avdiivka, ở Donetsk do vị trí chiến lược của nó gần rìa tây thành phố bị chiếm đóng Donetsk.
Sau sự sụp đổ của 2 thành trì lớn là Marinka và Avdiivka, Krasnohorivka trở thành thành trì còn lại của quân đội Ukraina nằm sát sườn tây của Donetsk, dẫn đến sự kết thúc của gần hai năm yên bình ít chiến sự của thành phố này khi quân đội Nga bắt đầu chiến dịch tấn công vào thành phố từ phía nam.
Vào ngày 17 đến 21 tháng 4, quân đội Nga lần lượt tiến quân về phía nam Krasnohorivka, chiếm được một dãy rừng cây gần khu mỏ Trudovska, khu mỏ bị chiếm vào ngày 18 tháng 7 năm 2023, tiến dần về ngoại ô nằm ở rìa nam thành phố.
Vào ngày 26 tháng 3 năm 2023, các đơn vị thuộc Lữ đoàn Oplot, dưới sự bảo vệ và hỗ trợ từ thiết bị cơ giới, tiến vào thành phố và thiết lập các vị trí ở đó. Tuy nhiên vị trí của họ đã bị phát hiện và Lữ đoàn Xung kích só 3 đã thực hiện một cuộc phản công thành công, đẩy lùi những đơn vị này khỏi thành phố.

## Chiến sự

### Trận chiến phía nam thành phố, giao tranh giành quyền kiểm soát khu nhà máy sản xuất gạch (8/4-4/5/2024)
Vào ngày 8 tháng 4, lực lượng Nga thực hiện một cuộc tấn công cơ giới, thành công tiến vào phía đông nam thành phố và tiến dọc theo đường Vatutin. Ngày hôm sau, tức ngày 9 tháng 4, quân đội Ukraina đẩy lùi các đơn vị Nga khỏi một số vị trí. Tuy nhiên từ ngày 10 đến ngày 13 tháng 4, quân Nga đã tái chiếm cái vị trí trên và tiến tới gần Nhà máy sản xuất gạch Krasnohorivka.
Giữa hai ngày 15 và 16 tháng 4, quân đội Nga chiếm Trạm xe lủa Krasnohorivka, một số dãy nhà dân xung quanh đường Zaliznychna và một trạm sủa chửa bị bỏ hoang. Đây cũng là lần đầu tiên ''xe tăng rùa'' của Nga xuất hiện khi nó được quay lại qua Drone Ukraina là đang tiền vào thành phố, chạy qua hai đường Istorychna và Akhtyrskoho rồi thoát khỏi thành phố.
Vào ngày 25 tháng 4, quân Nga tuyên bố đã chiếm gần như toàn bộ phần phía nam của Krasnohorivka, điều này được xác nhận thông qua đoạn video cờ Nga được treo ở tòa nhà về phía nam nhà máy gạch. Hai ngày sau, quân Nga đã tiến tới phần trung tâm của thành phố khi các hình ảnh xác nhận cho thấy bước tiến của họ gần tới vòng quay giao thông.
Vào ngày 4 tháng 5, một đoạn video cho thấy quân Nga cắm cờ trên nhà máy gạch đã xác nhận tuyên bố của họ về việc đã chiếm được nhà máy này, một trong những pháo đài của quân Ukraina phòng thủ tại khu vực.

### Nga tấn công từ phía đông và nam, chiến sự bên trong thành phố (4/5-27/7/2024)
Vào ngày 8 và ngày 9 tháng 5, quân Nga đã chiếm toàn bộ những dãy nhà xung quanh đường Pershe Travnia và tiến tới những dãy nhà đầu tiên nằm trên đường Tchaikovsky, điều này được xác nhận bởi các bằng chứng được đăng trên mạng. Một số nguồn Nga cũng tuyên bố rằng lực lượng của họ đã tiến dọc theo các đường Sovietska và Soniachna và Tsentralnyi Lane, đẩy tuyến phòng thủ của Ukraina về khu bệnh viện, khu đại học Nông nghiệp và Tiểu huyện Đông và thiết lập thêm chỗ đứng bên trong Tiểu huyện Solnechnyi. Trong khi đó theo phát ngôn viên của nhóm Khortysia cho biết rằng lực lượng của họ đã chặn kẻ địch bên trong khu nhà máy.
Từ giữa ngày 12 và ngày 13 tháng 5, các nguồn Nga tuyên bố lính Nga đã tiến quân qua khu nhà máy về hướng trung tâm thành phố.
Các báo cáo khác vào ngày 18 tháng 5 cho biết các cuộc giao tranh đang diễn ra dọc theo đường Tsentralna và Sumska ở trung tâm Krasnohorivka. Các nguồn Nga cho biết trong cùng ngày, các khu vực ở đương Pushkina và Nekrasova, khu vực tây nam Krasnohorivka, khu vực hồ Borisivka quanh đường Stalin, đường Kobzaria và đường 1 tháng 5, ngoại ô phía bắc đã nắm dưới quyền kiểm soát của họ.
Vào ngày 21 tháng 5, một tuyên bố cho biết lực lượng Nga tiến từ đường Rynochna tới Parkhomenka/Slovianska, phân khu tây bắc của nhà máy.
Từ ngày 22 đến ngày 23 tháng 5, một vài tuyên bố của cả hai phe cho biết lực lượng Nga đã chiếm nông trại Alexandrovskoye, một khu nhà kho, về phía tây thành phố.
Vào ngày 24 tháng 5, lực lượng Nga chiếm được ngôi trường #2, phía bắc đường Tsentralna, trung tâm Krasnohorivka.
Vào ngày 9 tháng 6, quân Nga chiếm được toàn bộ dãy nhà ở phía tây đường Sumska, đồng thời tiến thêm 750m về phía tây nam của thành phố, dọc theo đường ray về phía Hostre.
Vào ngày 3 tháng 7, quân Nga tiến quân dọc theo đường Akademik Korolev ở vị trí trung tâm thành phố, cùng ngày các nguồn Ngatuyeenss bố họ đã tiến quân dọc theo các đường Michurin, Vidrozhennya, Haharin, Kalynov, Suvorov, Chkalov, Chekhov, và Matrosov.
Vào ngày 10 tháng 7,  quân Nga được xác nhận tiến dọc theo đường Medychna và Belinskyi, và tiến tới phân phía bắc của thành phố.
Vào ngày 15 tháng 7, quân Nga tiến quân về phía tây thành phố.
Vào ngày 16 tháng 7, Nga tuyên bố đã kiểm soát 90% Krasnohorivka, tuy nhiên tuyên bố này đã bị bác bỏ dựa trên biên giới hành chính của thành phố.
Vào ngày 20 tháng 7, quân Nga tiếp tục tiến quân ở bên trong khu vực trung tâm Krasnohorivka.
Vào ngày 26 và ngày 27 tháng 7, quân Nga tiến quân về phía bắc và phía tây thành phố, chỉ còn phần ngoại ô phía bắc của Krasnohorivka còn kiểm soát bới Ukraina.

### Chiến sự ngoại ô phía bắc thành phố (27/7-9/9/2024)
Vao ngày 1 tháng 8, quân Nga chiếm phần ngoại ô tây bắc thành phố, gần như kiểm soát toàn bộ Krasnohorivka.
Vào ngày 6 tháng 9, các bằng chứng cho thấy quân Nga tiến qua phần ngoại ô phía bắc Krasnohorivka. Không lâu sau Nga tiến về phái tây bắc Krasnohorivka vào ngày 9 tháng 9, chiếm toàn bộ thành phố.

## Liên kết
1. ↑  Evans, Angelica; Harward, Christina; Stepanenko, Kateryna; Wolkov, Nicole; Barros, George (ngày 14 tháng 6 năm 2024). "Russian Offensive Campaign Assessment, June 14, 2024". Institute for the Study of War. Lưu trữ bản gốc ngày 15 tháng 6 năm 2024. Truy cập ngày 16 tháng 6 năm 2024.
2. ↑  "RUSSIAN OFFENSIVE CAMPAIGN ASSESSMENT, JULY 23, 2024". ISW Press. ngày 23 tháng 7 năm 2024.
3. 1 2  Hird, Karolina; Bailey, Riley; Evans, Angelica; Wolkov, Nicole; Kagan, Frederick W. (ngày 27 tháng 4 năm 2024). "Russian Offensive Campaign Assessment, April 27, 2024". Institute for the Study of War. Lưu trữ bản gốc ngày 28 tháng 4 năm 2024. Truy cập ngày 28 tháng 4 năm 2024.
4. 1 2 3 4 5  Rybar (ngày 9 tháng 5 năm 2024). "Донецкое направление: котел к востоку от Красногоровки" [Donetsk direction: cauldron east of Krasnohorivka]. Telegram (bằng tiếng Nga). Lưu trữ bản gốc ngày 9 tháng 5 năm 2024. Truy cập ngày 10 tháng 5 năm 2024.
5. ↑  Méheut, Constant (ngày 17 tháng 2 năm 2024). "Fall of Avdiivka: What to Know After Russia Captures Ukrainian Stronghold". The New York Times. Truy cập ngày 4 tháng 8 năm 2024.
6. ↑  "Ukraine war: Russia captures key town near Donetsk". BBC Home. ngày 26 tháng 12 năm 2023. Truy cập ngày 4 tháng 8 năm 2024.
7. ↑  Nguyễn Bình (ngày 8 tháng 4 năm 2023). "Ranh giới giữa cái chết và sự sống ở Ukraine: Krasnohorivka gặp nguy hiểm".
8. ↑  Evans, Angelica; Wolkov, Nicole; Harward, Christina; Bailey, Riley; Barros, George; Kagan, Frederick W. (ngày 19 tháng 2 năm 2024). "Russian Offensive Campaign Assessment, February 19, 2024". Institute for the Study of War. Lưu trữ bản gốc ngày 20 tháng 2 năm 2024. Truy cập ngày 19 tháng 4 năm 2024.
9. ↑  Evans, Angelica; Wolkov, Nicole; Harward, Christina; Bailey, Riley; Barros, George; Kagan, Frederick W. (ngày 19 tháng 2 năm 2024). "Russian Offensive Campaign Assessment, February 19, 2024". Institute for the Study of War. Lưu trữ bản gốc ngày 20 tháng 2 năm 2024. Truy cập ngày 19 tháng 4 năm 2024.
10. ↑  Harward, Christina; Evans, Angelica; Mappes, Grace; Stepanenko, Kateryna; Barros, George; Kagan, Frederick W. (ngày 22 tháng 2 năm 2024). "Russian Offensive Campaign Assessment, February 22, 2024". Institute for the Study of War. Lưu trữ bản gốc ngày 23 tháng 2 năm 2024. Truy cập ngày 19 tháng 4 năm 2024.
11. ↑  Hird, Karolina; Mappes, Grace; Wolkov, Nicole; Evans, Angelica; Harward, Christina; Kagan, Frederick W. (ngày 18 tháng 7 năm 2023). "Russian Offensive Campaign Assessment, July 18, 2023". Institute for the Study of War. Lưu trữ bản gốc ngày 19 tháng 7 năm 2023. Truy cập ngày 10 tháng 5 năm 2024.
12. ↑  Bailey, Riley; Harward, Christina; Hird, Karolina; Mappes, Grace; Kagan, Frederick W. (ngày 27 tháng 2 năm 2024). "Russian Offensive Campaign Assessment, February 27, 2024". Institute for the Study of War. Lưu trữ bản gốc ngày 28 tháng 2 năm 2024. Truy cập ngày 19 tháng 4 năm 2024.
13. ↑  Evans, Angelica; Bailey, Riley; Mappes, Grace; Hird, Karolina; Kagan, Frederick W. (ngày 28 tháng 2 năm 2024). "Russian Offensive Campaign Assessment, February 28, 2024". Institute for the Study of War. Lưu trữ bản gốc ngày 29 tháng 2 năm 2024. Truy cập ngày 19 tháng 4 năm 2024.
14. ↑  Kateryna Denisova (ngày 28 tháng 2 năm 2024). "Third Assault Brigade says it knocked out Russian forces storming Krasnohorivka". The Kyiv Independent. Truy cập ngày 27 tháng 4 năm 2024.
15. ↑  "Ukraine repels Russian attacks but situation is difficult, top general says". Reuters. ngày 1 tháng 3 năm 2024. Truy cập ngày 27 tháng 4 năm 2024.
16. ↑  Wolkov, Nicole; Evans, Angelica; Mappes, Grace; Bailey, Riley; Kagan, Frederick W. (ngày 10 tháng 4 năm 2024). "Russian Offensive Campaign Assessment, April 10, 2024". Institute for the Study of War. Lưu trữ bản gốc ngày 11 tháng 4 năm 2024. Truy cập ngày 17 tháng 4 năm 2024.
17. ↑  Bailey, Riley; Mappes, Grace; Harward, Christina; Evans, Angelica; Kagan, Frederick W. (ngày 13 tháng 4 năm 2024). "Russian Offensive Campaign Assessment, April 13, 2024". Institute for the Study of War. Lưu trữ bản gốc ngày 14 tháng 4 năm 2024. Truy cập ngày 17 tháng 4 năm 2024.
18. ↑  Wolkov, Nicole; Harward, Chistina; Hird, Karolina; Stepanenko, Kateryna; Kagan, Frederick W. (ngày 16 tháng 4 năm 2024). "Russian Offensive Campaign Assessment, April 16, 2024". Institute for the Study of War. Lưu trữ bản gốc ngày 17 tháng 4 năm 2024. Truy cập ngày 17 tháng 4 năm 2024.
19. ↑  Hird, Karolina; Wolkov, Nicole; Evans, Angelica; Bailey, Riley; Stepanenko, Kateryna; Barros, George (ngày 17 tháng 4 năm 2024). "Russian Offensive Campaign Assessment, April 17, 2024". Institute for the Study of War. Lưu trữ bản gốc ngày 17 tháng 4 năm 2024. Truy cập ngày 17 tháng 4 năm 2024.
20. ↑  Harward, Christina; Wolkov, Nicole; Mappes, Grace; Bailey, Riley; Kagan, Frederick W. (ngày 25 tháng 4 năm 2024). "Russian Offensive Campaign Assessment, April 25, 2024". Institute for the Study of War. Lưu trữ bản gốc ngày 26 tháng 4 năm 2024. Truy cập ngày 26 tháng 4 năm 2024.
21. ↑  Harward, Christina; Evans, Angelica; Stepanenko, Kateryna; Kagan, Frederick W. (ngày 4 tháng 5 năm 2024). "Russian Offensive Campaign Assessment, May 4, 2024". Institute for the Study of War. Lưu trữ bản gốc ngày 5 tháng 5 năm 2024. Truy cập ngày 5 tháng 5 năm 2024.
22. ↑  Bailey, Riley; Mappes, Grace; Evans, Angelica; Wolkov, Nicole; Kagan, Frederick W. (ngày 8 tháng 5 năm 2024). "Russian Offensive Campaign Assessment, May 8, 2024". Institute for the Study of War. Lưu trữ bản gốc ngày 9 tháng 5 năm 2024. Truy cập ngày 9 tháng 5 năm 2024.
23. ↑  Evans, Angelica; Harward, Christina; Mappes, Grace; Hird, Karolina; Kagan, Frederick W. (ngày 9 tháng 5 năm 2024). "Russian Offensive Campaign Assessment, May 9, 2024". Institute for the Study of War. Lưu trữ bản gốc ngày 10 tháng 5 năm 2024. Truy cập ngày 10 tháng 5 năm 2024.
24. ↑  Romanenko, Valentyna (ngày 8 tháng 5 năm 2024). "Russians break through to Krasnohorivka but Ukrainian forces block assault groups". Ukrainska Pravda.
25. ↑  Mappes, Grace; Wolkov, Nicole; Hird, Karolina; Kagan, Frederick W. (ngày 13 tháng 5 năm 2024). "Russian Offensive Campaign Assessment, May 13, 2024". Institute for the Study of War. Lưu trữ bản gốc ngày 14 tháng 5 năm 2024. Truy cập ngày 15 tháng 5 năm 2024.
26. ↑  Harward, Christina; Bailey, Riley; Evans, Angelica; Mappes, Grace; Barros, George (ngày 18 tháng 5 năm 2024). "Russian Offensive Campaign Assessment, May 18, 2024". Institute for the Study of War. Lưu trữ bản gốc ngày 19 tháng 5 năm 2024. Truy cập ngày 22 tháng 5 năm 2024.
27. ↑  Harward, Christina; Mappes, Grace; Wolkov, Nicole; Stepanenko, Kateryna; Kagan, Frederick W. (ngày 21 tháng 5 năm 2024). "Russian Offensive Campaign Assessment, May 21, 2024". Institute for the Study of War. Lưu trữ bản gốc ngày 22 tháng 5 năm 2024. Truy cập ngày 22 tháng 5 năm 2024.
28. ↑  Mappes, Grace; Wolkov, Nicole; Bailey, Riley; Evans, Angelica; Kagan, Frederick W. (ngày 23 tháng 5 năm 2024). "Russian Offensive Campaign Assessment, May 23, 2024". Institute for the Study of War. Lưu trữ bản gốc ngày 24 tháng 5 năm 2024. Truy cập ngày 31 tháng 5 năm 2024.
29. ↑  Bailey, Riley; Harward, Christina; Evans, Angelica; Mappes, Grace; Kagan, Frederick W. (ngày 25 tháng 5 năm 2024). "Russian Offensive Campaign Assessment, May 25, 2024". Institute for the Study of War. Lưu trữ bản gốc ngày 26 tháng 5 năm 2024. Truy cập ngày 31 tháng 5 năm 2024.
30. ↑  Barros, George; Evans, Angelica; Harward, Christina; Bailey, Riley; Stepanenko, Kateryna (ngày 9 tháng 6 năm 2024). "Russian Offensive Campaign Assessment, June 9, 2024". Institute for the Study of War. Lưu trữ bản gốc ngày 10 tháng 6 năm 2024. Truy cập ngày 17 tháng 6 năm 2024.
31. ↑  Mappes, Grace; Barros, George; Bailey, Riley; Hird, Karolina; Wolkov, Nicole (ngày 3 tháng 7 năm 2024). "Russian Offensive Campaign Assessment, July 3, 2024". Institute for the Study of War. Truy cập ngày 4 tháng 7 năm 2024.
32. ↑  Mappes, Grace; Evans, Angelica; Bailey, Riley; Harward, Christina; Kagan, Frederick W. (ngày 11 tháng 7 năm 2024). "Russian Offensive Campaign Assessment, July 11, 2024". Institute for the Study of War. Truy cập ngày 12 tháng 7 năm 2024.
33. ↑  Mappes, Grace; Wolkov, Nicole; Hird, Karolina; Harward, Christina; Barros, George (ngày 15 tháng 7 năm 2024). "Russian Offensive Campaign Assessment, July 15, 2024". Institute for the Study of War. Truy cập ngày 16 tháng 7 năm 2024.
34. ↑  Mappes, Grace; Wolkov, Nicole; Hird, Karolina; Stepanenko, Kateryna; Barros, George; Bailey, Riley (ngày 16 tháng 7 năm 2024). "Russian Offensive Campaign Assessment, July 16, 2024". Institute for the Study of War. Truy cập ngày 17 tháng 7 năm 2024.
35. ↑  Bailey, Riley; Evans, Angelica; Wolkov, Nicole; Harward, Christina; Barros, George; Gasparyan, Davit (ngày 19 tháng 7 năm 2024). "Russian Offensive Campaign Assessment, July 19, 2024". Institute for the Study of War. Truy cập ngày 19 tháng 7 năm 2024.
36. ↑  Bailey, Riley; Mappes, Grace; Wolkov, Nicole; Harward, Christina; Kagan, Frederick W. (ngày 20 tháng 7 năm 2024). "Russian Offensive Campaign Assessment, July 20, 2024". Institute for the Study of War. Truy cập ngày 20 tháng 7 năm 2024.
37. ↑  Bailey, Riley; Wolkov, Nicole; Evans, Angelica; Harward, Christina; Kagan, Frederick W. (ngày 27 tháng 7 năm 2024). "Russian Offensive Campaign Assessment, July 27, 2024". Institute for the Study of War. Truy cập ngày 27 tháng 7 năm 2024. Geolocated footage published on July 26 showing Russian forces raising a Russian flag in northern Krasnohorivka (west of Donetsk City) indicates that Russian forces recently advanced in the settlement, and Russian milbloggers claimed that Russian forces also advanced in western Krasnohorivka.
38. ↑  "The enemy advanced near Vodiane, Umanske, Novoselivka Persha, Zhelanne, Vesele and Krasnohorivka. Fighting continues near Urozhayne and in New York". DeepStateMap.Live. ngày 27 tháng 7 năm 2024.
39. ↑  Hird, Karolina; Mappes, Grace; Bailey, Riley; Evans, Angelica; Kagan, Frederick W. (ngày 1 tháng 8 năm 2024). "Russian Offensive Campaign Assessment, August 1, 2024". Institute for the Study of War. Truy cập ngày 1 tháng 8 năm 2024.
40. ↑  Harward, Christina; Evans, Angelica; Stepanenko, Kateryna; Gasparyan, Davit; Bailey, Riley (ngày 7 tháng 9 năm 2024). "Russian Offensive Campaign Assessment, September 7, 2024". Institute for the Study of War. Truy cập ngày 7 tháng 9 năm 2024.
41. ↑  Hird, Karolina; Evans, Angelica; Wolkov, Nicole; Mappes, Grace; Zehrung, Haley (ngày 10 tháng 9 năm 2024). "Russian Offensive Campaign Assessment, September 10, 2024". Institute for the Study of War. Truy cập ngày 10 tháng 9 năm 2024. Geolocated footage posted on September 9 indicates that Russian forces seized Krasnohorivka [...] The Russian MoD also claimed that Russian forces seized Krasnohorivka, consistent with the available geolocated evidence.